# Sound Blaster
Sound Blaster（サウンドブラスター）は、シンガポールのクリエイティブテクノロジーが開発するパーソナルコンピュータ用サウンドカードのブランドである。

## 概要
ごく初期の製品「Sound Blaster Pro」が、Windows 3.0のMultimedia Extensions向けの開発キットで標準的に扱われたことをきっかけとして、IBM PCおよびその互換機の市場においてオーディオデバイスとしてデファクトスタンダードの地位を獲得し、以後これに続く製品群がその地位を占めることとなる。
1998年に登場したSound Blaster Live! 以降の製品については、WindowsにおけるDirectSound等のサウンドAPIのハードウェアアクセラレーションによる負荷の軽減を主眼としたものであり、いくつものバリエーションがあるが、現状ではDVD鑑賞などの多チャンネル再生を意識したLive!シリーズ、Live!よりも3D音声処理に優れたAudigyシリーズ、コアなゲーマー向けのより高性能なハードウェア処理を実現したX-Fiシリーズなどがある。
PCIバスやPCI Expressバス接続の内蔵タイプのほか、ノートPCおよび省スペース一体型PC向けにUSB接続の外付タイプもある。
いずれも、SoundFontというサンプラー音源に対応しており、あらゆる音色を読み込むことができる。
一部の廉価版製品を除き、同社が開発する3DサウンドAPI「EAX」のハードウェアアクセラレーションをカード上のサウンドプロセッサによって実現し、多彩な音響効果をCPUやバスに大きな負荷をかけることなく実現可能な事実上唯一の選択肢であった。
しかしWindows Vistaでのハードウェアアクセラレーション廃止、CPU能力の大きな向上、対応アプリの少なさから、ハードウェア処理対応というメリットは薄れていた。Creative Alchemyが発表され、このソフトにインストール済みのゲームを登録することによってサウンドをOpenAL形式で出力することが可能になったため、手間はかかるがハードウェアアクセラレーションを有効にすることは可能となった。

## 1998年以前のSound Blasterシリーズ

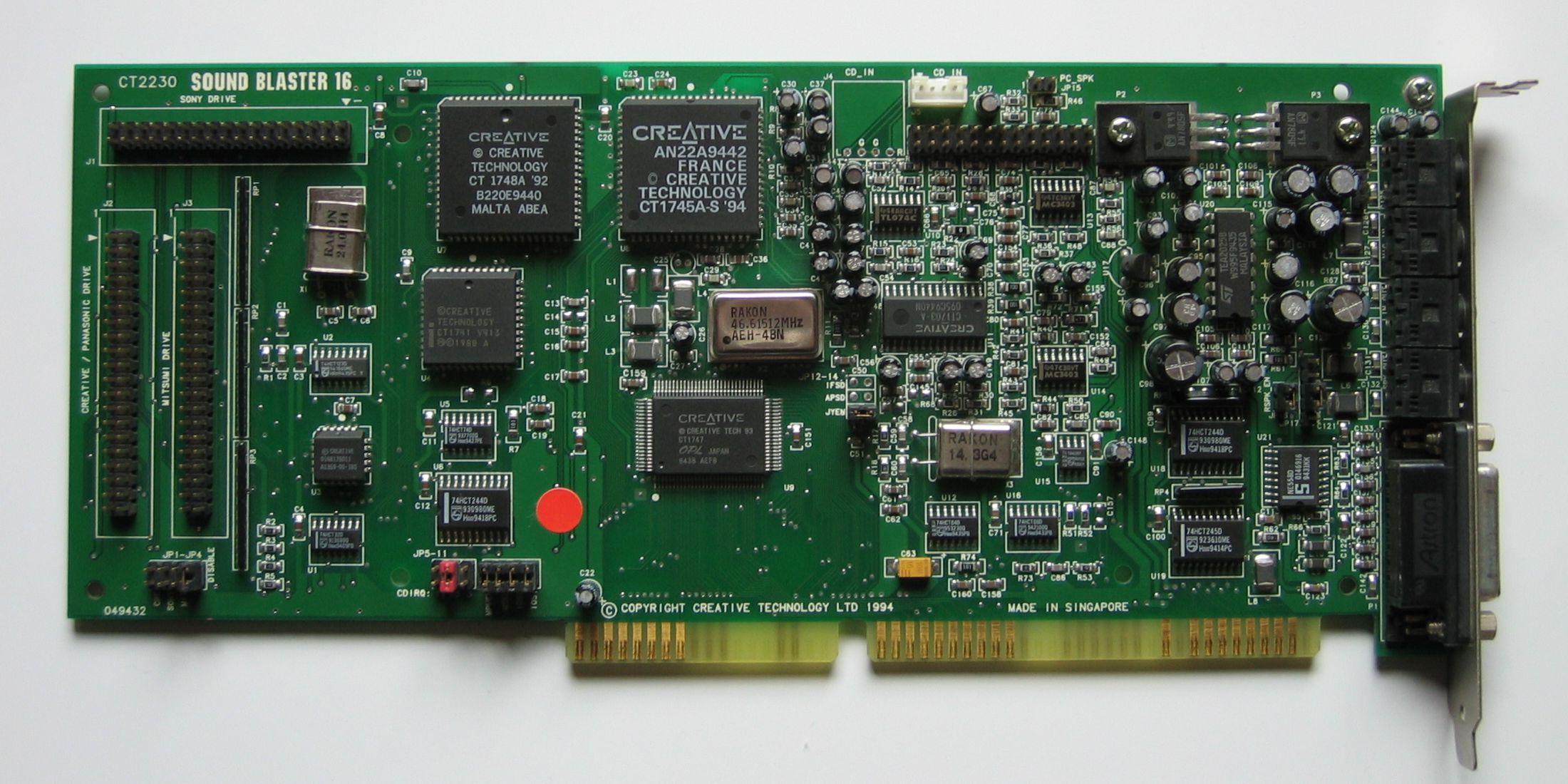
Soundblaster 16 MCD ASP (CT2230) 左端にソニー、パナソニック、ミツミ電機のCD-ROMドライブを接続するためのコネクタが、中央上部にドーターボード用のコネクタがそれぞれ設けられている

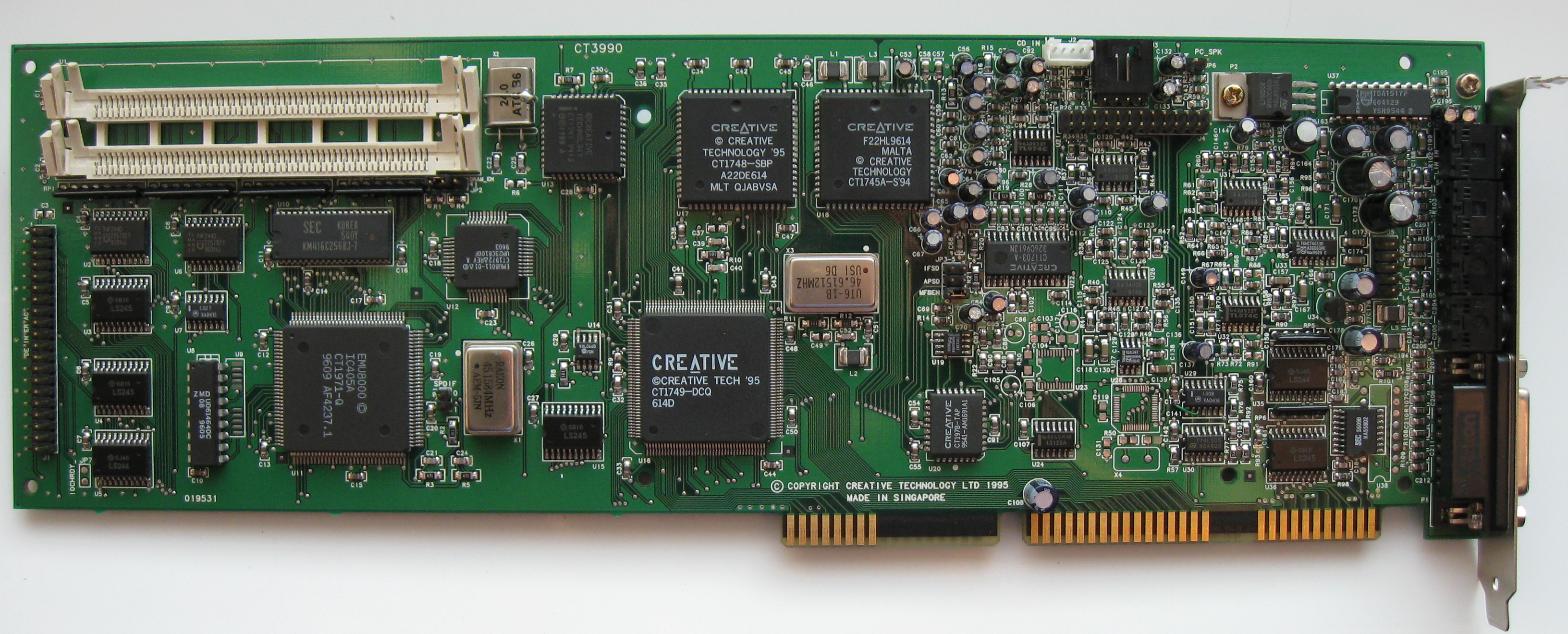
Creative Sound Blaster AWE32 PNP CT3990 左側のメモリスロットはSoundFont用のメモリを拡張するためのもの

最初のSound Blaster (Sound Blaster 1.0) は1989年に登場した。このサウンドカードは、当時デファクトスタンダードであったAd Lib社のサウンドカード（FM音源）との互換性を保ちつつ、モノラルのPCM音源（8ビット、22kHz）、ゲームポート（MIDIポート兼用）をさらに備えたISAバス用カードであった。Sound BlasterはAd Lib社のカードと同程度の価格（あるいはより低価格）で提供されたため、ヒット商品となった。
1991年には、FM音源及びPCM音源をステレオ化したSound Blaster Proが登場する。Sound Blaster ProはPC互換機におけるデファクトスタンダードとなり、以降登場するDOSゲームのほとんどがSound Blaster Proに対応するようになった。なお、Sound Blasterにシェアを奪われたAd Lib社は1992年に倒産した。
また、Sound Blaster Proには内蔵ドライブを接続するためのコネクタを備えており、パナソニック製のCD-ROMドライブを接続することができるようになっていた。つまり、この時代のSound Blasterは、サウンドカード、ジョイスティックカード、MIDIカード、CD-ROM接続カードの4つの機能を兼ね備えていたことになる。
このSound Blaster ProにさらにCD品質のPCM音源を追加したSound Blaster 16が1992年に登場する。Sound Blaster 16では、MIDI部分がデファクトスタンダードだったローランドのMPU-401互換（ただしUARTモードのみ）となった他、ウェーブテーブル音源用のドーターボードを取り付ける為のコネクタを有するようになった。その後、1994年にはE-MU Systems社の音源モジュールを内蔵したSound Blaster AWE32が、1996年にはその後継品であるSound Blaster AWE64がそれぞれ登場している。
上記のようにDOS時代にデファクトスタンダードとなったSound Blasterシリーズであったが、ここまでの製品はすべてレガシーであるISAバス用のカードであり、（主としてDOS用ゲームにおける互換性の問題から）PCIバス用に対応できない状態が続いていた。クリエイティブテクノロジーは、PCI版のSound Blaster Pro互換カードを製造していたEnsoniq社を1998年に買収することでこの問題を解決した。クリエイティブテクノロジーは、Ensoniq社の開発したチップを実装したサウンドカードを「Sound Blaster PCI」として市場に投入した。同年に登場するSound Blaster Live!もまた、Ensoniq社のエミュレーション技術を利用しており、DOS上ではSound Blaster Pro互換として動作することが可能である（Audigy 2まではゲームポートも残されている）。

## 日本での普及

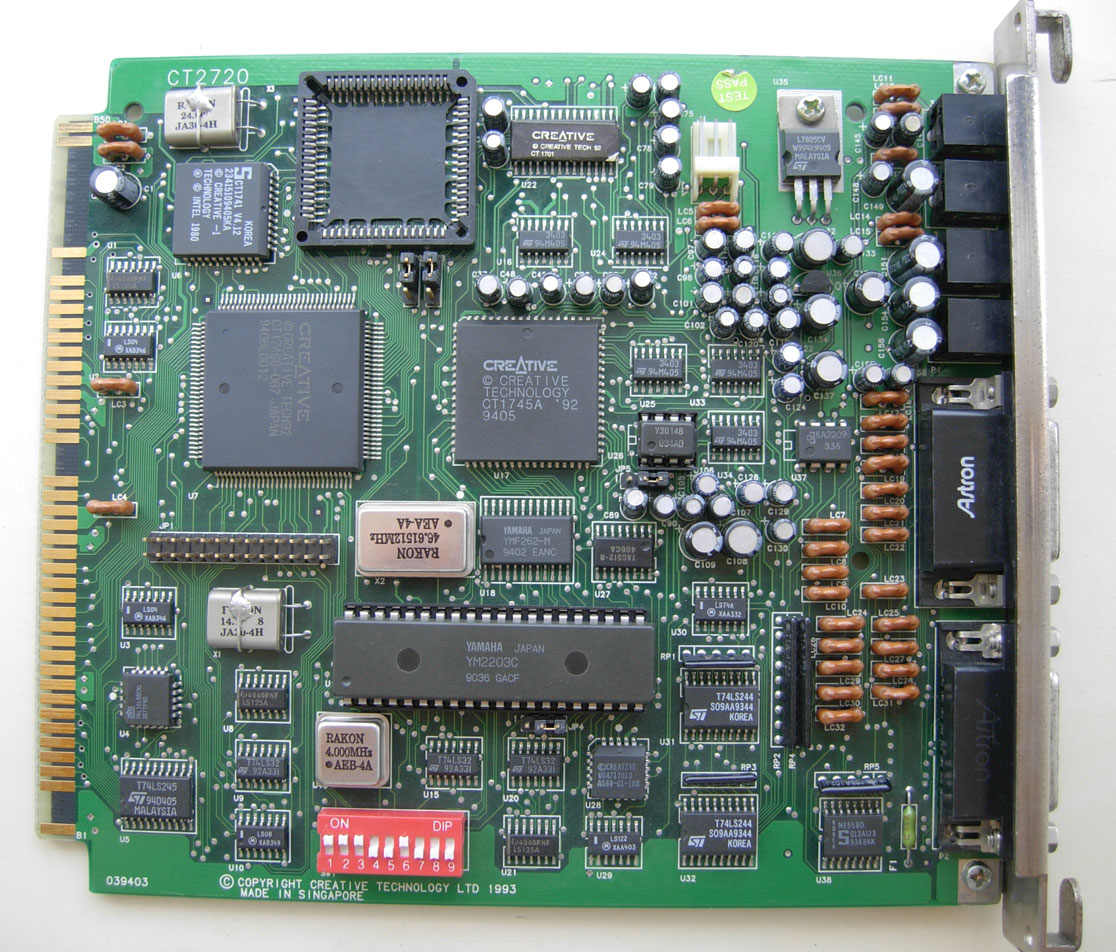
Sound Blaster 16 for PC-9800

上記のように、MS-DOS時代のPC/AT互換機ではSound Blasterと互換性がないとサウンドボードとしては認識されないくらい認知度が高かった。しかしながら、DOS時代において日本の標準的なDOSマシンは（PC/ATとはまったく互換性のない）NECのPC-9800シリーズであったため、国内での認知度は国外ほど高くはなかった。
PC-9800シリーズ用のCバス対応版Sound Blaster 16も後に投入されているが、これは、NEC純正のサウンドボードが低機能な PC-9801-26Kか高機能で非常に高価な PC-9801-73しかなく、当時流行しつつあったマルチメディア対応、特にWindows上でのPCM音声の取り扱いに適当なサウンドボードが存在しなかったために、セイコーエプソンが、当時製造していたPC-9800互換機（EPSON PCシリーズ）に搭載するためにクリエイティブテクノロジー共同で開発したものであった。こちらはPC-9801-26ボードとのFMサウンド機能の互換性を持たせるため、オプションとしてYM2203（OPN）チップとその周辺チップを追加搭載するためのソケットが用意されているという特徴があり、当時代理店だったアイ・オー・データ機器がボードを単体で販売したことから本家PC-9800シリーズのユーザーにも普及したが、ゲームでの採用は海外製品の移植品（いわゆる洋ゲー）などごく一部に留まった。
しかしながら、Windows 3.1やWindows 95の登場に伴い、日本国内でもPC/AT互換機のシェアが伸び始めることになり、PC/AT互換機とともにSound Blasterの認知度も上がっていくこととなる。
その後はオンボードサウンドの機能が充実し標準的なサウンドデバイスになるにつれて、一般ユーザーの認知度は下がっている。
日本国内では、過去には代理店を通じて販売されていたが、現在はアイ・オー・データ機器との合弁会社であるクリエイティブメディア株式会社が供給している。